# Theresa Wolff – Der Thüringenkrimi
Theresa Wolff – Der Thüringenkrimi ist eine von der Ziegler Film produzierte Kriminalfilmreihe mit Nina Gummich als titelgebende Rechtsmedizinerin im thüringischen Jena. Seit Oktober 2021 werden die Filme in unregelmäßigen Abständen im Rahmen des ZDF-Samstagskrimis ausgestrahlt.

## Besetzung
| Darsteller      | Figur             | Beschreibung                                                  |
| --------------- | ----------------- | ------------------------------------------------------------- |
| Nina Gummich    | Theresa Wolff     | Leiterin des Instituts für Rechtsmedizin am Uni-Klinikum Jena |
| Aurel Manthei   | Bruno Lewandowski | Hauptkommissar, versetzt aus Hamburg                          |
| Sahin Eryilmaz  | Ceyhan Topal      | Polizist                                                      |
| Peter Schneider | Bernhard Zeidler  | Mitarbeiter des Instituts für Rechtsmedizin                   |

## Episodenliste
| Nr. | Originaltitel    | Erstausstrahlung | Regie          | Drehbuch                             | Zuschauer             |
| --- | ---------------- | ---------------- | -------------- | ------------------------------------ | --------------------- |
| 1   | Home Sweet Home  | 9. Okt. 2021     | Franziska Buch | Peter Dommaschk, Ralf Leuther        | 7,02 Mio. (27,0 % MA) |
| 2   | Waidwund         | 7. Mai 2022      | Bruno Grass    | Hansjörg Thurn, Carl-Christian Demke | 5,30 Mio. (21,4 % MA) |
| 3   | Der schönste Tag | 6. Mai 2023      | Bruno Grass    | Hansjörg Thurn, Carl-Christian Demke | 5,93 Mio. (23,8 % MA) |
| 4   | Dreck!           | 3. Feb. 2024     | Hansjörg Thurn | Hansjörg Thurn, Carl-Christian Demke | 5,31 Mio. (18,4 % MA) |
| 5   | Lost             | 23. Nov. 2024    | Hansjörg Thurn | Hansjörg Thurn, Carl-Christian Demke | 5,18 Mio. (21,2 %MA)  |
| 6   | Passion (AT)     | –                | Judith Kennel  | Hansjörg Thurn, Carl-Christian Demke |                       |
| 7   | Nebel (AT)       | –                | Nathan Nill    | Hansjörg Thurn, Carl-Christian Demke |                       |